# Дніпрорудненська міська рада
Дніпрору́дненська міська́ ра́да — адміністративно-територіальна одиниця та орган місцевого самоврядування в Василівському районі Запорізької області. Адміністративний центр — місто Дніпрорудне.

## Загальні відомості
Дніпрорудненська міська рада утворена в 1970 році.
- Територія ради: 7,43 км²
- Населення ради: 19 248 осіб (станом на 1 січня 2015 року)
- Водоймища на території, підпорядкованій даній раді: Каховське водосховище

## Населені пункти
Міській раді підпорядковані населені пункти:
- м. Дніпрорудне

## Склад ради
Рада складається з 30 депутатів та голови.
- Голова ради: Матвєєв Євгеній Сергійович
- Секретар ради: Решетняк Лариса Петрівна

### Керівний склад попередніх скликань
| Прізвище, ім'я, по батькові | Основні відомості                                               | Дата обрання | Дата звільнення |
| --------------------------- | --------------------------------------------------------------- | ------------ | --------------- |
| Матвєєв Євген Сергіойвич    | Міський голова, 1960 року народження, безпартійний              | 26.03.2006   | 31.10.2010      |
| Матвєєв Євгеній Сергійович  | Міський голова, 1960 року народження, освіта вища, безпартійний | 31.10.2010   | 25.10.2015      |
| Коробов Юрій Миколайович    | Міський голова, 1977 року народження, освіта вища, безпартійний | 25.10.2015   |                 |

Примітка: таблиця складена за даними сайту Верховної Ради України

### Депутати
За результатами місцевих виборів 2010 року депутатами ради стали:

#### За суб'єктами висування
| Суб'єкт висування                                       | Кількість обраних депутатів | %    |
| ------------------------------------------------------- | --------------------------- | ---- |
| Партія регіонів                                         | 25                          | 83,3 |
| Комуністична партія України                             | 2                           | 6,7  |
| Політична партія Всеукраїнське об'єднання «Батьківщина» | 2                           | 6,7  |
| Політична партія «Сильна Україна»                       | 1                           | 3,3  |

#### За округами
| № округу                                                | Прізвище, ім'я, по батькові     | Дата визнання обраним | Освіта  | Партійна приналежність                        | Відомості про обраного депутата                                   |
| ------------------------------------------------------- | ------------------------------- | --------------------- | ------- | --------------------------------------------- | ----------------------------------------------------------------- |
| Комуністична партія України                             |                                 |                       |         |                                               |                                                                   |
| б/м                                                     | Кузнєцов Анатолій Олександрович | 03.11.2010            | вища    | член Комуністичної партії України             | ЗАТ «ЗЗРК», інженер                                               |
| 15                                                      | Григорчук Олександр Сергійович  | 03.11.2010            | вища    | позапартійний                                 | ЗАТ ЗЗРК, голова профспілкового комітету                          |
| Партія регіонів                                         |                                 |                       |         |                                               |                                                                   |
| б/м                                                     | Ручка Ірина Іванівна            | 03.11.2010            | вища    | член Партії регіонів                          | Дніпрорудненська міська рада, секретар ради                       |
| б/м                                                     | Староконь Богдан Юрійович       | 03.11.2010            | вища    | член Партії регіонів                          | КЗ «Дніпрорудненська гімназія „Софія“», заступник директора       |
| б/м                                                     | Кулішов Юрій Геннадійович       | 03.11.2010            | вища    | член Партії регіонів                          | приватний підприємець                                             |
| б/м                                                     | Костенко Микола Олександрович   | 03.11.2010            | вища    | член Партії регіонів                          | ТОВ «Спецшахтбуд», заступник генерального директора               |
| б/м                                                     | Клімашевська Галина Григорівна  | 03.11.2010            | вища    | член Партії регіонів                          | приватний підприємець                                             |
| б/м                                                     | Сімонов Максим Олександрович    | 03.11.2010            | вища    | член Партії регіонів                          | приватний підприємець                                             |
| б/м                                                     | Бутнік Любов Олексіївна         | 03.11.2010            | вища    | член Партії регіонів                          | Дніпрорудненський професійний ліцей, майстер виробничого навчання |
| б/м                                                     | Трегуб Наталія Іллівна          | 03.11.2010            | вища    | член Партії регіонів                          | КП «Теплові мережі», директор                                     |
| б/м                                                     | Собурь Анжеліка Володимирівна   | 03.11.2010            | вища    | член Партії регіонів                          | Дніпрорудненська міська лікарня, медична сестра                   |
| б/м                                                     | Тютюник Володимир Маркович      | 03.11.2010            | вища    | член Партії регіонів                          | КЗ "Дніпрорудненська СШ I-III ст. «Талант», директор              |
| б/м                                                     | Стрельчук Людмила Павлівна      | 03.11.2010            | вища    | член Партії регіонів                          | приватний підприємець                                             |
| 1                                                       | Мовчан Валентина Петрівна       | 03.11.2010            | вища    | член Партії регіонів                          | КЗ "Дніпрорудненська гімназія «Софія», соціальний педагог         |
| 2                                                       | Жук Лариса Михайлівна           | 03.11.2010            | вища    | член Партії регіонів                          | Приватний нотаріус                                                |
| 3                                                       | Паніна Ольга Сергіївна          | 03.11.2010            | вища    | член Партії регіонів                          | Дніпрорудненська міська лікарня, завідувачка лабораторії          |
| 4                                                       | Безсмертна Тетяна Михайлівна    | 03.11.2010            | вища    | член Партії регіонів                          | ЗАТ ЗЗРК, начальник юридичного бюро                               |
| 5                                                       | Чебикіна Єлизавета Анатоліївна  | 03.11.2010            | вища    | член Партії регіонів                          | приватний підприємець                                             |
| 6                                                       | Чупета Олександр Петрович       | 03.11.2010            | вища    | член Партії регіонів                          | ЗАТ ЗЗРК, інженер-конструкторпроектно- конструкторського відділу  |
| 7                                                       | Канюченко Зінаїда Тихонівна     | 03.11.2010            | вища    | член Партії регіонів                          | Дніпрорудненська міська лікарня, лікар                            |
| 8                                                       | Брик Володимир Іванович         | 03.11.2010            | вища    | член Партії регіонів                          | ЗАТ ЗЗРК, електрозва-рювальник                                    |
| 9                                                       | Левченко Олексій Іванович       | 03.11.2010            | вища    | член Партії регіонів                          | ЗАТ ЗЗРК, охоронець                                               |
| 10                                                      | Сінченко Марія Іванівна         | 03.11.2010            | вища    | член Партії регіонів                          | КУП «Наш дім», начальний відділу благоустрою                      |
| 11                                                      | Череватенко Ігор Іванович       | 03.11.2010            | вища    | член Партії регіонів                          | ЗАТ ЗЗРК, начальник ЕМ дільниці                                   |
| 12                                                      | Клочков Валерій Васильович      | 03.11.2010            | вища    | член Партії регіонів                          | ЗАТ ЗЗРК, головний бухгалтер                                      |
| 13                                                      | Баршак Іван Миколайович         | 03.11.2010            | вища    | член Партії регіонів                          | ЗАТ ЗЗРК, начальник автотранспортного цеху                        |
| 14                                                      | Кляхін Сергій Васильович        | 03.11.2010            | вища    | позапартійний                                 | Свято-Успенський храм, настоятель                                 |
| Політична партія Всеукраїнське об'єднання «Батьківщина» |                                 |                       |         |                                               |                                                                   |
| б/м                                                     | Ляшко Анатолій Григорійович     | 03.11.2010            | середня | член Всеукраїнського об'єднання «Батьківщина» | приватний підприємець, директор                                   |
| б/м                                                     | Бадов Олександр Євгенійович     | 03.11.2010            | вища    | позапартійний                                 | ЗАТ «ЗЗРК», начальник шахти «експлуатаційна»                      |
| Політична партія «Сильна Україна»                       |                                 |                       |         |                                               |                                                                   |
| б/м                                                     | Шевченко Ірина Миколаївна       | 03.11.2010            | вища    | член Політичної партії «Сильна Україна»       | ПП Шевченко, приватний підприємець                                |